# Теорема Лузіна
В математиці теорема Лузіна стверджує, що довільна вимірна функція є неперервною майже на всій своїй області визначення.
Більш формально, нехай для інтервалу [a, b] функція:
{\displaystyle f:[a,b]\rightarrow \mathbb {R} }
є вимірною.  Тоді для довільного {\displaystyle \scriptstyle \varepsilon \ >\ 0}, існує компактна множина {\displaystyle \scriptstyle E\ \subset \ [a,b]} така, що функція ƒ є неперервною на E і 
{\displaystyle \mu (E^{c})<\varepsilon .}
Тут Ec позначає доповнення E у множині [a, b].

## Узагальнення
Нехай {\displaystyle (X,\Sigma ,\mu )} — вимірний простір, де {\displaystyle X} локально компактний гаусдорфів простір, {\displaystyle \Sigma } — сигма-алгебра на {\displaystyle X}, що містить борелівську сигма-алгебру, і {\displaystyle \mu } — деяка регулярна міра. Для {\displaystyle \Sigma }-вимірної функції {\displaystyle f:X\to {\mathbb {R} }} виконується твердження: 
Для множини {\displaystyle A\in \Sigma } такої, що {\displaystyle \mu (A)<\infty } і довільного {\displaystyle \varepsilon >0} існує компактна множина {\displaystyle K\subset A} для якої {\displaystyle \mu (A\setminus K)<\varepsilon }, і {\displaystyle f|_{K}} — звуження функції на множину K є неперервним.